# Francisco Fattoruso
Francisco Fattoruso (n. 10 de agosto de 1979, Las Vegas, Estados Unidos) es  un músico uruguayo, compositor y bajista, hijo de Hugo Fattoruso y María de Fátima Quinhoes, ambos músicos.

## Biografía
A pesar de nacer en Las Vegas, Francisco vivió más tiempo entre Uruguay y Brasil. Comenzó tocando piano a los 6, guitarra  a los 8 y el bajo a los 11.  Actualmente reside en la ciudad de Los Ángeles.

### Colaboraciones
Ha tocado con artistas como: Rubén Rada, Illya Kuryaki and the Valderramas, Abuela Coca, Pepe Guerra, Silicon Fly, Warren Riker, Dante, Emmanuel Horvilleur, Deitrick Hadden, Liliana Herrero, Milton Nascimento, Elefante, NN Opera, La Trampa, Molotov, Oteil Burbridge, Derek Trucks, Blueground Undergrass, Gary «Búho» Gazaway, David Haynes, Yonrico Scott, Silk, Philipia, Malachi, Lazyeye, Reggie Hines, Ike Stubblefield, Charly García, Right On, Tim McDonald, Elizabeth Baptist Church, Tabernacle Baptist Church, The Soul Factory, Voices Of Faith, Claudio Taddei, Hugo Fattoruso, Anita no Duerme, Jorge Drexler, Daniel Drexler.

### Trío Fattoruso
En 2000, los hermanos Hugo,  y Osvaldo recrearon su inicial Trío Fattoruso donde tocaba Antonio Fattoruso (padre de ambos), ahora con Francisco Fattoruso (hijo de Hugo) como bajista.

## Discografía
- Trío Fattoruso (2001)
- Cleptodonte
- Trío Fattoruso En vivo en Medio y Medio (2005)
- Bacteria
- Francisco Fattoruso
- The House of the Groove (2007)
- Music Adventure (2013)
- Khronos (2016)